# Alanen (ö)
Alanen är en ö i Finland. Den ligger i Muonioälven och i kommunen Kolari kommun i den ekonomiska regionen  Fjäll-Lappland  och landskapet Lappland, i den norra delen av landet, 800 km norr om huvudstaden Helsingfors. Öns area är 4 hektar och dess största längd är 400 meter i öst-västlig riktning.